# Novembre 1915 (guerre mondiale)
Octobre 1915 - Novembre 1915 - Décembre 1915
- 5 novembre : 
  - Arrêt des attaques alliées en Artois.

- 10 novembre :
  - Lancement de la quatrième offensive italienne sur l’Isonzo que les troupes ne parviennent toujours pas à franchir.
  - Début des opérations germano-austro-hungaro-bulgares en vue de réduire les positions serbes installées sur le plateau du Kosovo.

- 11 novembre : 
  - Les unités bulgares engagées face à la Serbie reçoivent l'ordre de l'OHL de ne pas franchir la frontière grecque.
  - Conférence de Berlin : les ministres des Affaires étrangères allemands et austro-hongrois tentent de trouver un terrain d'entente sur la question de la dévolution définitive de la Pologne.

- 17 novembre :
  - Un Sopwith 1B1 français piloté par le capitaine Louis Robert de Beauchamp bombarde Munich.

- 22 novembre : 
  - Début des attaques britanniques sur les positions ottomanes de Ctésiphon : les deux armées rompent le contact au terme de trois journées de combat, sans résultat probants de la part des assaillants.

- 23 novembre : 
  - Les unités serbe en déroute face à l'offensive convergente des puissances centrales franchissent la frontière albanaise pour rejoindre les ports de l'Adriatique et Corfou.

- 24 novembre : 
  - Occupation de Pristina par les unités bulgares.

- 25 novembre : 
  - Ordre de retraite générale de l'armée serbe, impuissante devant les assauts conjugués des unités germano-austro-hungaro-bulgares.
  - lancement en France du premier grand emprunt de la guerre sous le nom d'Emprunt de la victoire avec plus de 2 milliards de francs souscrits (rente à 5 %).

- 30 novembre : L'Italie adhère à la convention de Londres.